# Sting in the Tail
| Recensione                    | Giudizio |
| ----------------------------- | -------- |
| About.com                     |          |
| AllMusic                      |          |
| Blabbermouth.net              |          |
| Brave Words & Bloody Knuckles |          |
| Rock Hard                     |          |

Sting in the Tail è il diciassettesimo album in studio del gruppo musicale tedesco Scorpions, pubblicato nel marzo 2010 dalla Sony Music.

## Descrizione
Il disco sembra racchiudere buona parte delle molteplici esperienze musicali della band, da brani prettamente heavy metal come Sting in the Tail o Slave Me, a struggenti ballate quali Lorelei e SLY. Nell'album compare anche un duetto con la cantante finlandese Tarja Turunen (nota per la sua militanza nei Nightwish) nel brano The Good Die Young.
Successivamente alla pubblicazione del disco, gli Scorpions hanno annunciato il proprio ritiro dalle scene alla fine del Get Your Sting and Blackout World Tour.
Un titolo sperimentale per l'album era Humanity: Hour II, un evidente riferimento alla loro precedente pubblicazione studio, che tuttavia fu scartato.

## Tracce
1. Raised on Rock – 3:58
2. Sting in the Tail – 3:13
3. Slave Me – 2:45
4. The Good Die Young (feat. Tarja Turunen) – 5:14
5. No Limit – 3:23
6. Rock Zone – 3:18
7. Lorelei – 4:33
8. Turn You On – 4:23
9. Let's Rock! – 3:20
10. SLY – 5:17
11. Spirit of Rock – 3:43
12. The Best Is Yet to Come – 4:33

Traccia bonus dell'edizione giapponese
1. Thunder and Lightning – 4:33

## Formazione

### Gruppo
- Klaus Meine – voce
- Rudolf Schenker – chitarra ritmica, chitarra solista, cori
- Matthias Jabs – chitarra solista, chitarra ritmica, chitarra acustica
- Paweł Mąciwoda – basso
- James Kottak – batteria, cori

### Produzione
- Mikael Nord Andersson, Martin Hansen – produzione, registrazione sonora, missaggio
- Hans-Martin Buff – ingegneria del suono, montaggio sonoro
- Mats Lindfors, George Marino – masterizzazione
- Dirk Illing – copertina

## Successo commerciale
L'album ha venduto circa 18 500 copie negli Stati Uniti nella prima settimana di pubblicazione e ha debuttato alla posizione numero 23 della Billboard 200, dando alla band il suo miglior risultato in questa classifica dopo 20 anni. Ha inoltre debuttato nella top 10 in diversi paesi, raggiungendo il primo posto in Grecia.
È stato certificato disco di platino in Germania per aver venduto oltre 200 000 copie.

## Classifiche

### Classifiche settimanali
| Classifica (2010)       | Posizione massima |
| ----------------------- | ----------------- |
| Austria                 | 6                 |
| Belgio (Fiandre)        | 83                |
| Belgio (Vallonia)       | 45                |
| Brasile                 | 27                |
| Canada                  | 22                |
| Europa                  | 7                 |
| Finlandia               | 6                 |
| Francia                 | 16                |
| Germania                | 2                 |
| Giappone                | 25                |
| Grecia                  | 1                 |
| Italia                  | 39                |
| Messico                 | 33                |
| Paesi Bassi             | 71                |
| Polonia                 | 41                |
| Portogallo              | 21                |
| Regno Unito             | 96                |
| Repubblica Ceca         | 3                 |
| Spagna                  | 30                |
| Stati Uniti             | 23                |
| Stati Uniti (digital)   | 19                |
| Stati Uniti (hard rock) | 2                 |
| Stati Uniti (rock)      | 6                 |
| Svezia                  | 14                |
| Svizzera                | 6                 |
| Ungheria                | 19                |

### Classifiche di fine anno
| Classifica (2010) | Posizione |
| ----------------- | --------- |
| Europa            | 79        |
| Germania          | 29        |
| Svizzera          | 64        |

## Date di pubblicazione
| Luogo       | Data           | Etichetta  |
| ----------- | -------------- | ---------- |
| Grecia      | 14 marzo 2010  | Sony Music |
| Germania    | 19 marzo 2010  | Sony Music |
| Regno Unito | 22 marzo 2010  | Sony Music |
| Stati Uniti | 23 marzo 2010  | Sony Music |
| Brasile     | 15 aprile 2010 | Sony Music |
| Giappone    | 22 aprile 2010 | Sony Music |